# Wanda Toscanini
Wanda Giorgina Toscanini (Milão, 7 de dezembro de 1907 — Nova Iorque, 21 de agosto de 1998) foi uma pianista (amadora), filha do maestro italiano Arturo Toscanini e mulher do pianista soviético Vladimir Horowitz, com quem casou em 1933.